# Oxyopes kraepelinorum
Oxyopes kraepelinorum är en spindelart som beskrevs av Friedrich Wilhelm Bösenberg 1895. Oxyopes kraepelinorum ingår i släktet Oxyopes och familjen lospindlar.
Artens utbredningsområde är Kanarieöarna. Inga underarter finns listade i Catalogue of Life.